# Dominicus av Landsvägen
Dominicus av Landsvägen, på spanska: santo Domingo de la Calzada, född 12 maj 1019 död 1109, var ett spanskt helgon. Han föddes i en bondefamilj i Rioja i Spanien. Han fick sitt namn efter att ha förbättrat pilgrimsvägen till Santiago de Compostela, vilket dessutom har gjort honom till skyddshelgon för ingenjörer. Hans helgondag är den 12 maj.

## Biografi
Dominicus gjorde flera försök att bli medlem av Benediktinorden men nekades på grund av sitt obildade och burdusa sätt. Han valde därför att dra sig tillbaka som eremit i skogarna nära Ayuela i närheten av dagens Santo Domingo de la Calzada. Han utsågs till präst av biskopen i Ostia och han besökte helgedomen i Santiago de Compostela. Där byggde han sig ett enkelt hus och ett oratorium i trä. Han fick ingivelsen att förbättra vägen till vallfartsorten. Det kom medhjälpare från alla håll och tillsammans stensatte de vägen, byggde en bro och ett värdshus. Det var så han fick tillnamnet av Landsvägen. Landsväg heter Calzada på spanska. Enligt legenden var det han som byggde Casa del Santo, dagens pilgrimshotell, som byggdes som sjukhus, brunn och kyrka i ett till de resande.

## Miraklet med tuppen och kycklingen
Dominicus är förknippad med flera mirakel. Bland annat ska han ha botat en fransk riddare som var besatt av djävulen, en tysk pilgrim blev botad från en ögonsjukdom efter att ha besökt hans grav och en blind normandisk pilgrim blev seende efter ett besök i katedralen.
Det mest kända miraklet är berättelsen om tuppen och kycklingen och räddandet av en oskyldig man dömd till döden. En tupp eller kyckling som mirakulöst väcks till liv för att visa en dömd ung mans oskuld är två vanliga element i sägner om heliga män och kvinnor. Enligt sägnen kom en 18-årig tysk pilgrim vid namn Hugonell till Santo Domingo de la Calzada. En flicka på värdshuset gjorde närmanden till den unge mannen som avvisade henne. För att hämnas gömde hon en silverskål i hans kläder och angav honom och han dömdes till galgen, det vill säga till döden genom hängning.
Hans föräldrar besökete sonens kropp som fortfarande hängde på galgen. Då hörde de sonens röst som berättade att han blivit räddad av Dominicus. Föräldrarna besökte domaren för att berätta vad som hänt. Domaren som satt och åt en tupp och en kyckling sade att deras son var lika död som de två fåglarna på hans tallrik. De båda fåglarna väcktes då till liv och spelade och sjöng.
Till minne av legenden finns en levande tupp och kyckling på katedralen Santo Domingo de la Calzada, fåglarna kallas för ättlingar till de spelande och sjungande fåglarna i legenden. Fåglarna byts ut en gång i månaden.
Pilgrimer samlar fjädrar från fåglarna för att sätta i sin hatt och om fåglarna äter från pilgrimernas vandringsstavar anses de komma säkert till Santiago de la Compostela. Vid ett vägaltare byggt 1445 finns ett relikvarium med en bit av det virke som galgen var byggd av.